# Sapintus spinipes
Sapintus spinipes is een keversoort uit de familie snoerhalskevers (Anthicidae). De wetenschappelijke naam van de soort is voor het eerst geldig gepubliceerd in 1969 door Bonadona.